# Jacque (armadura)

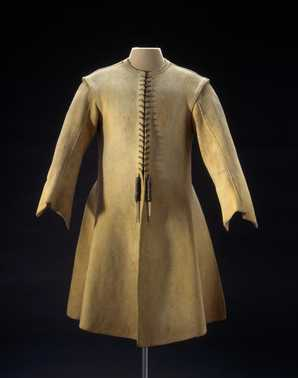
Um jaquetão (ou perponte) do século XVII.

O Jaquetão, também chamado perponte (tendo como variantes de escrita, ainda: perponto, perpunto e perpoém), corresponde ao Gambeson inglês ou ao Jaque francês e era um tipo de túnica almofadada feita de linho ou lã. Eram produzidos através de uma técnica parecida com a manufactura de colchas, que utilizava costuras espaçadas de modo a formar padrões quadrados, rectangulares ou losangulares no tecido. Era utilizada como armadura ligeira para combatentes que não participavam habitualmente em combates corpo a corpo (como frecheiros ou besteiros) e, para outros tipos de combatentes, como veste interior de suporte a uma armadura em Cota de Malha ou armadura de placas.
Convém não confundir o Jaquetão com a Brigantina (em inglês,  Jack of Plate ou Coat of plates) que era uma armadura protectora do torso confeccionada com pequenas placas de metal cosidas por dentro de uma casaca, que esteve em uso no séc. XIV e XV.